# Edsel Villager
Edsel Villager – samochód osobowy klasy luksusowej produkowany pod amerykańską marką Edsel w latach 1958–1960.

## Pierwsza generacja

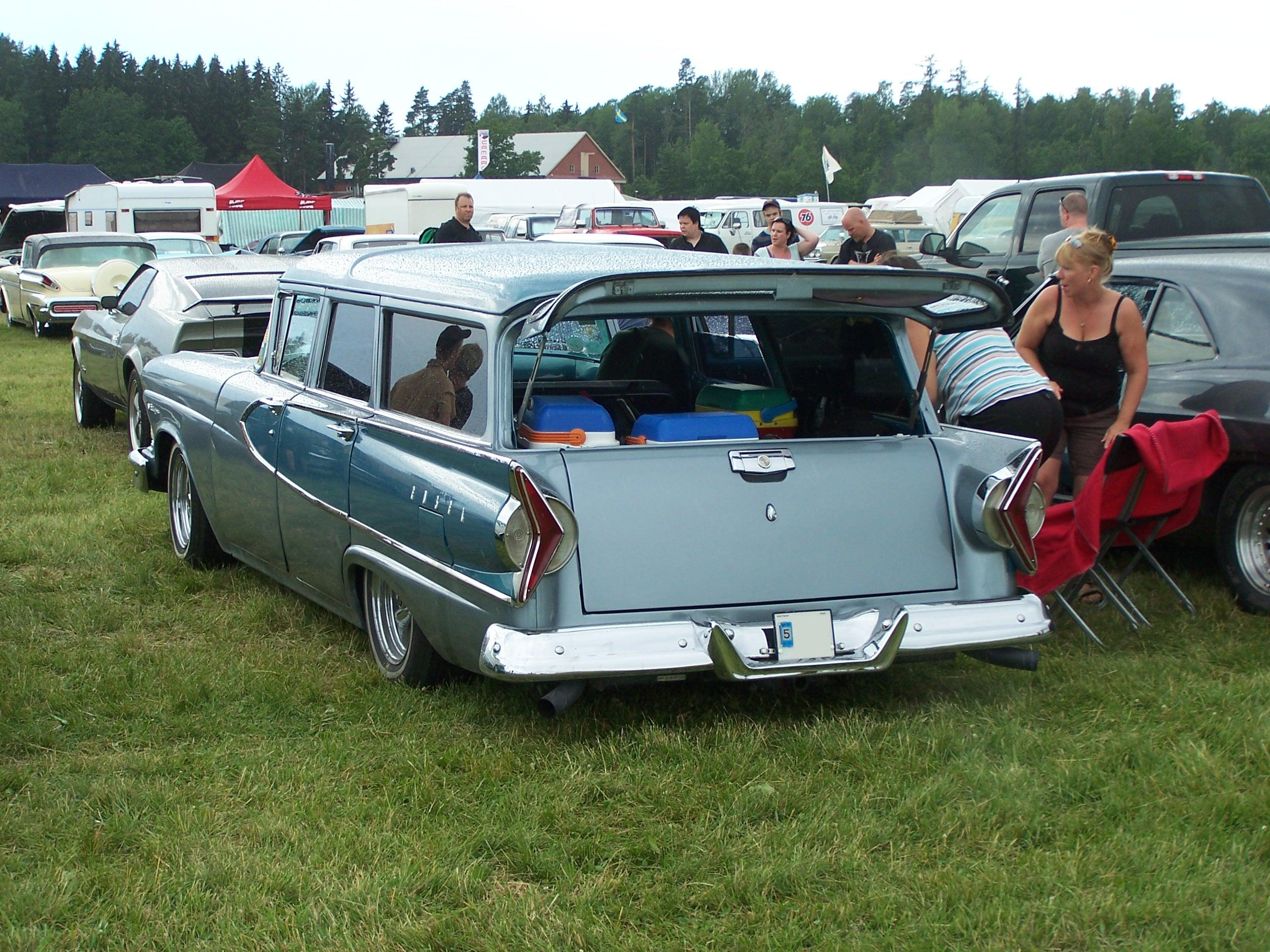
Edsel Villager I - tył

Edsel Villager I został zaprezentowany po raz pierwszy w 1958 roku.
Model Villager uzupełnił ofertę marki Edsel jako duże, luksusowe kombi będące kolejnym modelem z gamy pokrewnych konstrukcji różniącej się m.in. poziomem wyposażenia, jednostkami napędowymi i kolorami nadwozia.
Pierwsza generacja Edsela Villager charakteryzowała się wielobarwnym malowaniem nadwozia, z dużym owalnym wlotem powietrza dominującym centralną część pasa przedniego, a także wysoko osadzonymi reflektorami.

### Silnik
- V8 5.9l

## Druga generacja

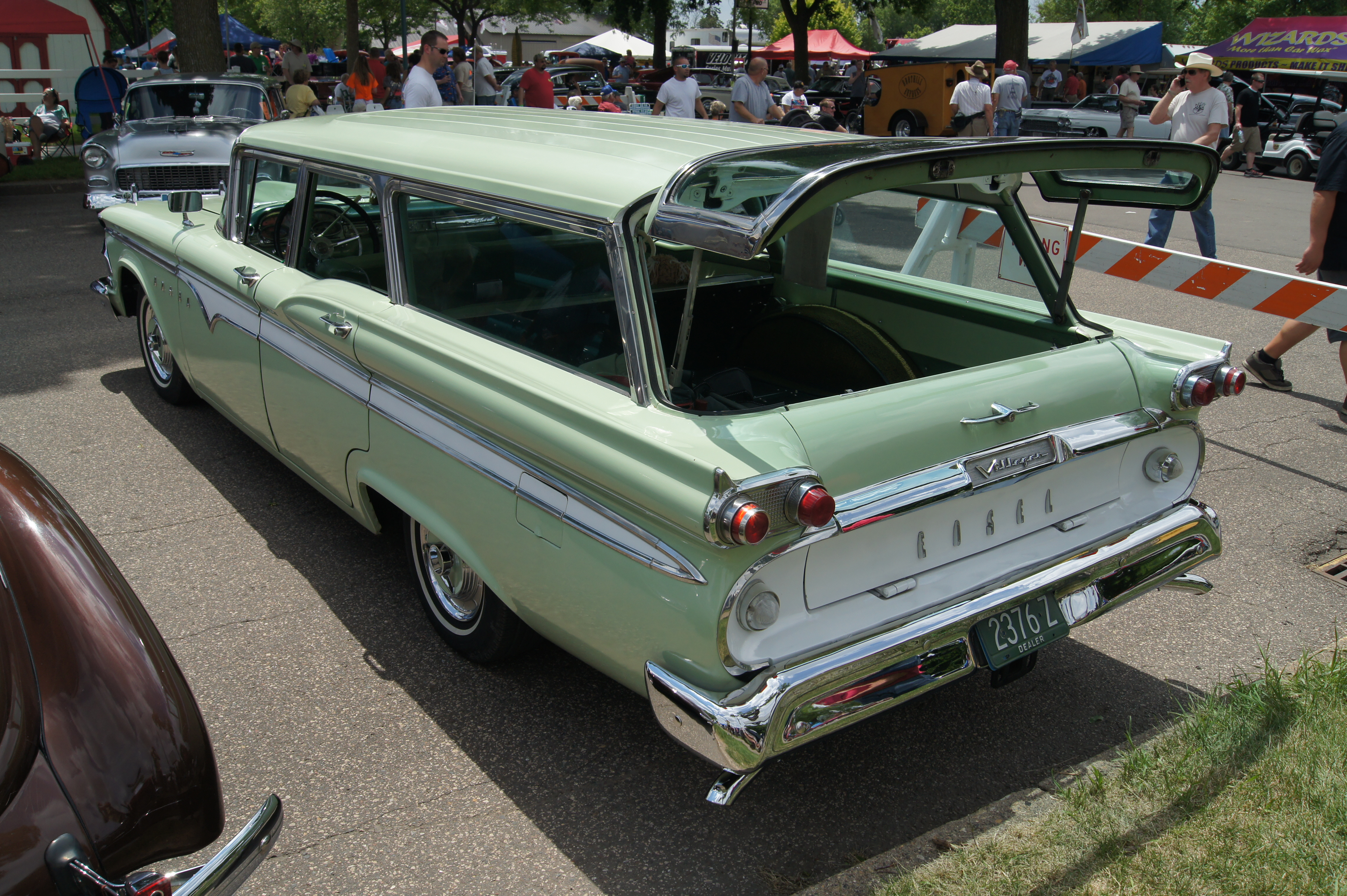
Edsel Villager II - tył

Edsel Villager II został zaprezentowany po raz pierwszy w 1959 roku.
Druga generacja Villagera, podobnie jak pozostałe modele w gamie Edsela z 1959 roku, przeszła obszerne modyfikacje wizualne. Samochód zyskał niżej osadzone reflektory, węższy owalny wlot powietrza, a także bardziej jednorodną stylizację paneli bocznych.
Był to jeden z ostatnich modeli produkowanych pod krótko istniejącą marką Edsela, znikając z rynku wraz z jej likwidacją na przełomie 1959 i 1960 roku.

### Silnik
- V8 5.9l